# Lindsey Stirling

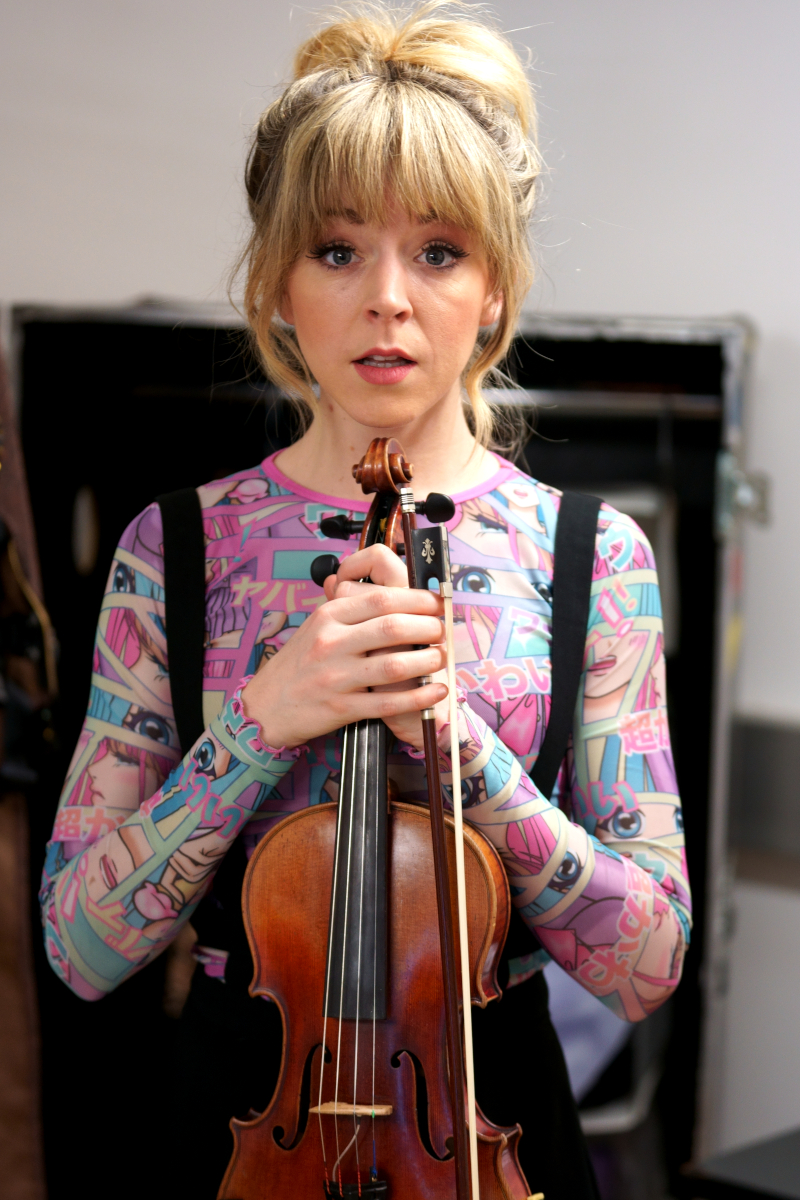
Lindsey Stirling in Wien, 2019

Lindsey Stirling (* 21. September 1986 in Santa Ana, Orange County, Kalifornien) ist eine US-amerikanische Violinistin, Bühnenkünstlerin und Komponistin. Sie präsentiert choreographierte Violin-Darbietungen sowohl live als auch in Musikvideos.

## Privatleben
Stirling wuchs zusammen mit zwei Schwestern in Gilbert, Arizona, auf. Sie studierte therapeutische Entspannung an der Brigham Young University in Provo, Utah. Als Mitglied der Kirche Jesu Christi der Heiligen der Letzten Tage, die zur Konfessionsgruppe der Mormonen zählt, absolvierte sie einen freiwilligen Missionsdienst in New York City. Seit Dezember 2012 lebt sie wieder in Arizona.
2015 graduierte Stirling an der Marriott School der Brigham Young University (BYU).

## Musikalischer Werdegang
Im Alter von sechs Jahren bekam sie ihren ersten Geigenunterricht. Der Drang zum Erlernen dieses Instrumentes ging von Stirling selbst aus, ihre Eltern hatten ihr den Wunsch zunächst in Hinblick auf die anfallenden Kosten verwehrt. Mit 16 Jahren wurde sie Teil der Rockband Stomp On Melvin, der ihre vier besten Freunde angehörten und mit der sie erste Experimente in Richtung Rock ’n’ Roll machte. Ebenfalls im Alter von 16 Jahren begann sie mit dem Komponieren eigener Musikstücke, die sie selbst als „violin rock songs“ bezeichnet.
2007 eröffnete sie ihren YouTube-Kanal Lindsey Stirling, auf dem sie viele ihrer Musikvideos veröffentlichte. Seitdem erreichte der Kanal über 4 Milliarden Videoaufrufe (Stand: 20. August 2024) und 14,1 Millionen Abonnenten. 2010 war Stirling Viertelfinalistin in der fünften Staffel von America’s Got Talent, mit der sie als Hip-Hop-Violinistin bekannt wurde.

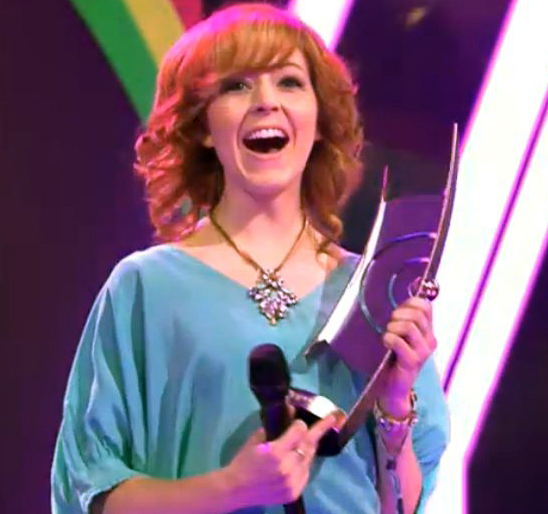
Lindsey Stirling mit ihrem Echo bei der Verleihung in Berlin, 2014

Stirling nahm an zahlreichen nationalen Wettbewerben teil und ist für ihre musikalische Vielseitigkeit, die von Country bis Hip-Hop reicht, bekannt. Sie spielte in Clubs in Las Vegas, NBA-Halbzeitshows und weiteren Veranstaltungsorten der Vereinigten Staaten. Außerdem trat sie als Vorband oder gemeinsam mit Künstlern wie Sean Kingston, Donny Osmond, Alan Jackson, Samuel Ameglio, Shaun Barrowes, Benton Paul und mit den ebenso durch Youtube bekannt gewordenen Interpreten The Piano Guys und Tiffany Alvord auf.
2013 startete sie ihre erste Welttournee und präsentierte ihre Geigenkunst unter anderem mit Dubstep. Vom 14. bis 24. Januar 2013 gab sie Konzerte in Deutschland, die alle ausverkauft waren. 2014 erhielt Stirling erstmals eine Auszeichnung, den Echo in der Kategorie Crossover (national oder international). 2015 startete sie ihre Welttournee „The Music Box“.
2016 begann sie nach ihrer Arbeit an ihrem neuen Album Brave Enough eine weitere Sommertour durch die USA und war auch bei einzelnen Festivals in Deutschland vertreten.
Im Frühling 2017 fand eine weitere Tour durch Europa statt, u. a. am 9. März in Berlin. Das Konzert in der Max-Schmeling-Halle war ausverkauft.
In der 2018 gestarteten Serie The Outpost spielt Lindsey Stirling in der Staffel 1 ab Episode 6 erstmals eine wiederkehrende Nebenrolle als singende und musizierende Vagabundin bzw. Landstreicherin namens Pock, welche andere ausraubt. Bereits 2016 war Stirling mitwirkende Violinistin im Walt-Disney-Film Elliot, der Drache.

## Diskografie

Unterschrift von Lindsey Stirling

### Studioalben
| Jahr | Titel                | Höchstplatzierung, Gesamtwochen, AuszeichnungChartplatzierungen (Jahr, Titel, Platzierungen, Wochen, Auszeichnungen, Anmerkungen) | Höchstplatzierung, Gesamtwochen, AuszeichnungChartplatzierungen (Jahr, Titel, Platzierungen, Wochen, Auszeichnungen, Anmerkungen) | Höchstplatzierung, Gesamtwochen, AuszeichnungChartplatzierungen (Jahr, Titel, Platzierungen, Wochen, Auszeichnungen, Anmerkungen) | Höchstplatzierung, Gesamtwochen, AuszeichnungChartplatzierungen (Jahr, Titel, Platzierungen, Wochen, Auszeichnungen, Anmerkungen) | Höchstplatzierung, Gesamtwochen, AuszeichnungChartplatzierungen (Jahr, Titel, Platzierungen, Wochen, Auszeichnungen, Anmerkungen) | Anmerkungen                                                    |
| Jahr | Titel                | DE | AT | CH | UK | US | Anmerkungen                                                    |
| ---- | -------------------- | --- | --- | --- | --- | --- | -------------------------------------------------------------- |
| 2012 | Lindsey Stirling     | DE4 ×3Dreifachgold · (81 Wo.)DE                                                                                                   | AT1 Platin · (68 Wo.)AT | CH5 Gold · (66 Wo.)CH | — | US23 Platin · (96 Wo.)US | Erstveröffentlichung: 18. September 2012 Verkäufe: + 1.315.000 |
| 2014 | Shatter Me           | DE4 Platin · (29 Wo.)DE | AT3 Gold · (27 Wo.)AT | CH3 (21 Wo.)CH | UK95 (1 Wo.)UK | US2 Gold · (32 Wo.)US | Erstveröffentlichung: 29. April 2014 Verkäufe: + 707.500       |
| 2016 | Brave Enough         | DE4 (12 Wo.)DE | AT5 (7 Wo.)AT | CH3 (10 Wo.)CH | UK100 (1 Wo.)UK | US5 (7 Wo.)US | Erstveröffentlichung: 19. August 2016                          |
| 2017 | Warmer in the Winter | DE52 (1 Wo.)DE | AT43 (1 Wo.)AT | CH40 (2 Wo.)CH | — | US22 (21 Wo.)US | Erstveröffentlichung: 20. Oktober 2017                         |
| 2019 | Artemis              | DE19 (4 Wo.)DE | AT22 (3 Wo.)AT | CH13 (6 Wo.)CH | — | US22 (1 Wo.)US | Erstveröffentlichung: 6. September 2019                        |
| 2022 | Snow Waltz           | DE88 (1 Wo.)DE | — | CH90 (1 Wo.)CH | — | US197 (1 Wo.)US | Erstveröffentlichung: 7. Oktober 2022                          |
| 2024 | Duality              | DE15 (1 Wo.)DE | AT17 (1 Wo.)AT | CH28 (1 Wo.)CH | — | US84 (1 Wo.)US | Erstveröffentlichung: 14. Juni 2024                            |

### Livealben
| Jahr | Titel            | Höchstplatzierung, Gesamtwochen, AuszeichnungChartplatzierungen (Jahr, Titel, Platzierungen, Wochen, Auszeichnungen, Anmerkungen) | Höchstplatzierung, Gesamtwochen, AuszeichnungChartplatzierungen (Jahr, Titel, Platzierungen, Wochen, Auszeichnungen, Anmerkungen) | Höchstplatzierung, Gesamtwochen, AuszeichnungChartplatzierungen (Jahr, Titel, Platzierungen, Wochen, Auszeichnungen, Anmerkungen) | Anmerkungen                          |
| Jahr | Titel            | DE | AT | CH | Anmerkungen                          |
| ---- | ---------------- | --- | --- | --- | ------------------------------------ |
| 2015 | Live from London | DE8 (6 Wo.)DE | AT60 (1 Wo.)AT | CH35 (4 Wo.)CH | Erstveröffentlichung: 7. August 2015 |

### EPs
- 2010: Lindsey Stomp
- 2021: Lose You Now

### Singles als Leadmusikerin
| Jahr | Titel Album                  | Höchstplatzierung, Gesamtwochen, AuszeichnungChartplatzierungen (Jahr, Titel, Album, Platzierungen, Wochen, Auszeichnungen, Anmerkungen) | Höchstplatzierung, Gesamtwochen, AuszeichnungChartplatzierungen (Jahr, Titel, Album, Platzierungen, Wochen, Auszeichnungen, Anmerkungen) | Höchstplatzierung, Gesamtwochen, AuszeichnungChartplatzierungen (Jahr, Titel, Album, Platzierungen, Wochen, Auszeichnungen, Anmerkungen) | Höchstplatzierung, Gesamtwochen, AuszeichnungChartplatzierungen (Jahr, Titel, Album, Platzierungen, Wochen, Auszeichnungen, Anmerkungen) | Anmerkungen                                          |
| Jahr | Titel Album                  | DE | AT | CH | US | Anmerkungen                                          |
| ---- | ---------------------------- | --- | --- | --- | --- | ---------------------------------------------------- |
| 2012 | Crystallize Lindsey Stirling | DE39 Gold · (11 Wo.)DE | AT28 (9 Wo.)AT | CH37 (12 Wo.)CH | US— PlatinUS | Erstveröffentlichung: 18. September 2012             |
| 2014 | Shatter Me                   | DE59 (8 Wo.)DE | — | — | US— PlatinUS | Erstveröffentlichung: 23. April 2014 feat. Lzzy Hale |
| 2014 | Take Flight Shatter Me       | — | AT74 (1 Wo.)AT | — | — | Erstveröffentlichung: 2. Mai 2014                    |
| 2015 | Hallelujah –                 | — | — | — | US81 (1 Wo.)US | Erstveröffentlichung: 4. Dezember 2015               |

Weitere Singles
- 2012: Elements (US: Gold)
- 2014: Beyond the Veil
- 2014: Master of Tides
- 2014: Roundtable Rival (US: Gold)
- 2016: The Arena
- 2016: Something Wild (feat. Andrew McMahon)
- 2016: Prism
- 2016: Hold My Heart (feat. ZZ Ward)
- 2017: Love’s Just a Feeling (feat. Rooty)
- 2017: Dance of the Sugar Plum Fairy
- 2017: Christmas C’mon (feat. Becky G)
- 2018: Warmer in the Winter (feat. Trombone Shorty)
- 2018: Carol of the Bells
- 2019: Underground
- 2019: The Upside (solo oder feat. Elle King)
- 2019: Artemis
- 2020: What You’re Made Of (feat. Kiesza)
- 2021: Lose You Now
- 2022: Joy to the World
- 2022: Ice Storm
- 2023: Sleigh Ride
- 2024: Eye Of The Untold Her
- 2024: Inner Gold (feat. Royal & the Serpent)

### Singles als Gastmusikerin
- 2013: Radioactive (Pentatonix feat. Lindsey Stirling, US: Gold)
- 2014: Beautiful Times (Owl City feat. Lindsey Stirling)
- 2018: Hi-Lo (Evanescence feat. Lindsey Stirling)
- 2020: Invincible (Escape the Fate feat. Lindsey Stirling)
- 2021: Warbringer (TheFatRat feat. Lindsey Stirling)

## Auszeichnungen für Musikverkäufe
| Goldene Schallplatte - Polen - 2014: für das Album Lindsey Stirling |

Anmerkung: Auszeichnungen in Ländern aus den Charttabellen bzw. Chartboxen sind in ebendiesen zu finden.
| Land/RegionAuszeichnungen für Musikverkäufe (Land/Region, Auszeichnungen, Verkäufe, Quellen) | Gold     | Platin     | Verkäufe  | Quellen           |
| -------------------------------------------------------------------------------------------- | -------- | ---------- | --------- | ----------------- |
| Deutschland (BVMI)                                                                           | 2× Gold2 | 2× Platin2 | 650.000   | musikindustrie.de |
| Österreich (IFPI)                                                                            | Gold1    | Platin1    | 27.500    | ifpi.at           |
| Polen (ZPAV)                                                                                 | Gold1    | —          | 10.000    | olis.pl           |
| Schweiz (IFPI)                                                                               | Gold1    | —          | 15.000    | hitparade.ch      |
| Vereinigte Staaten (RIAA)                                                                    | 4× Gold4 | 3× Platin3 | 5.000.000 | riaa.com          |
| Insgesamt                                                                                    | 9× Gold9 | 6× Platin6 |           |                   |

## Künstlerauszeichnungen
- 2013: YouTube Music Award in der Kategorie Response of the Year für eine Interpretation des Songs Radioactive (mit Pentatonix)
- 2013: Streamy Award in der Kategorie Best Choreography
- 2014: Echo in der Kategorie Crossover National/International für das Album Lindsey Stirling
- 2014: Streamy Award in der Kategorie Best Musical Artist
- 2015: Echo in der Kategorie Crossover National/International für Shatter Me
- 2015: Billboard Music Award in der Kategorie Top Dance/Electronic Album für Shatter Me
- 2015: YouTube Music Award in der Kategorie Artist of the Year
- 2017: Billboard Music Award in der Kategorie Top Dance/Electronic Album für Brave Enough

Nominierungen
- 2014: Echo als Newcomer International
- 2014: Billboard Music Award in der Kategorie Top Dance/Electronic Album für Lindsey Stirling
- 2014: Teen Choice Award in der Kategorie Choice Web Star: Music für Shatter Me
- 2015: Billboard Music Award in der Kategorie Top Dance/Electronic Artist
- 2017: Billboard Music Award in der Kategorie Top Dance/Electronic Artist

## Band
Die Band um Lindsey Stirling besteht aktuell aus drei Mitgliedern:
- Lindsey Stirling: Geige
- Drew Steen: Schlagzeug (seit 2012)
- Kit Nolan: Keyboarder (seit 2015)

Ehemalige Mitglieder:
- Jason „Gavi“ Gaviati †: Keyboarder (2012–2015). Gaviati starb am 21. November 2015.

## Autobiographie
Am 21. Juni 2015 gab Stirling bekannt, dass sie während der vergangenen zweieinhalb Jahre, gemeinsam mit ihrer Schwester und Co-Autorin Brooke S. Passey, an ihrer Autobiographie „The Only Pirate At The Party“ gearbeitet habe. Diese veröffentlichte sie am 12. Januar 2016 im Gallery Books Verlag. Am 30. Januar desselben Jahres führte die „New York Times“ das Buch auf Platz 10 der bestverkauften nicht-fiktionalen Bücher.